# 帕諾拉 (愛荷華州)
帕諾拉（英語：Panora）是一個位於美國愛荷華州加斯里縣的城市。

## 地理
帕諾拉的座標為41°41′32″N 94°21′49″W / 41.69222°N 94.36361°W，而該地的平均海拔高度為328米（即1076英尺）。

## 人口
根據2010年美國人口普查的數據，帕諾拉的面積為4.66平方千米，當中陸地面積為4.66平方千米，而水域面積為0.00平方千米。當地共有人口1124人，而人口密度為每平方千米241人。